# EP7
EP7 è un EP del duo di musica elettronica britannico Autechre, pubblicato nel 1999.

## Tracce
1. Rpeg[1] – 6:01
2. Ccec – 4:59
3. Squeller – 4:38
4. Left Blank – 6:40
5. Outpt – 7:12
6. Dropp – 3:16
7. Liccflii – 4:58
8. Maphive 6.1 – 8:18
9. Zeiss Contarex – 6:33
10. Netlon Sentinel – 4:06
11. Pir – 3:32

## Formazione
- Sean Booth
- Rob Brown